# Velesmes-Échevanne
Velesmes-Échevanne è un comune francese di 533 abitanti situato nel dipartimento dell'Alta Saona nella regione della Borgogna-Franca Contea.

## Società

### Evoluzione demografica
Abitanti censiti